# Hiro Yūki
Hiro Yūki (jap. 優希 比呂 Yūki Hiro; właściwie Teruhisa Tsuyusaki (jap. 露崎 照久 Tsuyusaki Teruhisa), ur. 13 lutego 1965) – japoński seiyū związany z agencją Ken Production. Okazjonalnie udziela głosu w dubbingu. Jest częścią kwartetu seiyū Weiß składającego się z Shin’ichirō Miki, Takehito Koyasu i Tomokazu Seki z anime Weiss Kreuz.
Dubbingował postać Stana Marsha w japońskiej wersji serialu Miasteczko South Park.

## Role głosowe
- Dragon Ball Z – Dende
- Neon Genesis Evangelion – Makoto Hyuga
- Dragon Ball GT – Dende
- Rewolucjonistka Utena – Dios
- Pokémon – Dorio
- Łowca dusz – Taikōbō
- MegaMan NT Warrior – Raika
- Mobile Suit Gundam Seed – Clotho Buer
- Samurai Champloo – Niwa Tatsunoshin
- Sukisho – Chris
- Speed Grapher – Tsujido
- Busō Renkin – Kawazui
- Claymore – Rigaldo
- Yes! Pretty Cure 5 – Kawarino
- Hakushaku to yōsei – Nico